# Campionati italiani di aquathlon del 2010
I Campionati italiani di aquathlon del 2010 (XI edizione) sono stati organizzati dalla Federazione Italiana Triathlon e si sono tenuti a Gaggiano in Lombardia, in data 12 giugno 2010.
Tra gli uomini ha vinto Luca Facchinetti (T.D. Rimini), mentre la gara femminile è andata a Gaia Peron (T.D. Rimini).

## Risultati

### Élite uomini
| Pos. | Atleta                    | Società sportiva             | Corsa    | Nuoto    | Corsa    | Totale   |
| ---- | ------------------------- | ---------------------------- | -------- | -------- | -------- | -------- |
|      | Luca Facchinetti          | T.D. Rimini                  | 00:07:24 | 00:13:27 | 01:07:06 | 01:27:57 |
|      | Manuele Canuto            | Fiamme Oro                   | 00:07:19 | 00:13:32 | 01:07:08 | 01:27:59 |
|      | Leonardo Ballerini        | Triathlon Cremona Stradivari | 00:07:19 | 00:13:34 | 01:07:08 | 01:28:01 |
| 4    | Daniel Hofer              | Carabinieri                  | 00:07:04 | 00:14:54 | 01:06:23 | 01:28:21 |
| 5    | Luciano Taccone           | Los Tigres                   | 00:07:11 | 00:15:06 | 01:06:07 | 01:28:24 |
| 6    | Rodrigo Augustin Nogueras | Los Tigres                   | 00:07:35 | 00:14:15 | 01:06:36 | 01:28:26 |
| 7    | Lucas Cocha               | Los Tigres                   | 00:07:59 | 00:14:15 | 01:06:13 | 01:28:27 |
| 8    | Alessandro Beranger       | Pro Patria Scott             | 00:08:00 | 00:14:11 | 01:06:19 | 01:28:30 |
| 9    | Marco Raguzzoni           | T.D. Rimini                  | 00:07:48 | 00:14:10 | 01:06:33 | 01:28:31 |
| 10   | Riccardo Gaiato           | Padova Nuoto Triathlon       | 00:08:05 | 00:14:08 | 01:06:20 | 01:28:33 |
| 11   | Fabio Civera              | Freezone                     | 00:07:43 | 00:14:51 | 01:06:01 | 01:28:35 |
| 12   | Andrea Luise              | Padova Nuoto Triathlon       | 00:08:03 | 00:16:02 | 01:04:34 | 01:28:39 |
| 13   | Alfio Bulgarelli          | Surfing Shop Triathlon       | 00:07:51 | 00:15:56 | 01:04:55 | 01:28:42 |
| 14   | Lorenzo Boni              | Olimpia Triathlon            | 00:07:56 | 00:15:50 | 01:04:59 | 01:28:45 |
| 15   | Fausto Tonsi              | Freezone                     | 00:08:03 | 00:15:57 | 01:04:47 | 01:28:47 |
| 16   | Federico Banti            | Padova Nuoto Triathlon       | 00:08:15 | 00:15:57 | 01:04:39 | 01:28:51 |
| 17   | Andrea Lovato             | Bardolino                    | 00:08:00 | 00:15:50 | 01:05:03 | 01:28:53 |
| 18   | Andrea Villa              | Triathlon Lecco              | 00:07:35 | 00:17:00 | 01:04:20 | 01:28:55 |
| 19   | Cristiano Marchese        | CNM Triathlon                | 00:08:00 | 00:16:15 | 01:04:44 | 01:28:59 |
| 20   | Gabriele Rebonato         | Padova Nuoto Triathlon       | 00:08:41 | 00:15:29 | 01:04:50 | 01:29:00 |

### Élite donne
| Pos. | Atleta              | Società sportiva             | Corsa    | Nuoto    | Corsa    | Totale   |
| ---- | ------------------- | ---------------------------- | -------- | -------- | -------- | -------- |
|      | Gaia Peron          | T.D. Rimini                  | 00:08:36 | 00:14:34 | 01:02:32 | 01:25:42 |
|      | Veronica Signorini  | Triathlon Cremona Stradivari | 00:09:08 | 00:14:53 | 01:04:28 | 01:28:29 |
|      | Giunia Chenevier    | Fiamme Azzurre               | 00:08:52 | 00:15:14 | 01:04:28 | 01:28:34 |
| 4    | Francesca Rossi     | Forhans Team                 | 00:09:30 | 00:15:30 | 01:04:12 | 01:29:12 |
| 5    | Elena Manzato       | Trisports.it Team            | 00:09:16 | 00:16:31 | 01:03:46 | 01:29:33 |
| 6    | Manuela Ascoli      | Minerva Roma                 | 00:09:22 | 00:17:36 | 01:02:58 | 01:29:56 |
| 7    | Federica Cataudella | Road Runners                 | 00:09:36 | 00:18:33 | 01:02:13 | 01:30:22 |
| 8    | Chiara Ingletto     | Firenze Triathlon            | 00:09:31 | 00:18:40 | 01:02:17 | 01:30:28 |
| 9    | Stefania Moneta     | ARC Busto Arsizio            | 00:09:47 | 00:18:30 | 01:02:24 | 01:30:41 |
| 10   | Loredana Strozzi    | Varese Triathlon             | 00:09:41 | 00:20:05 | 01:01:26 | 01:31:12 |
| 11   | Giulia Sciortino    | Fumane Triathlon             | 00:10:17 | 00:18:50 | 01:02:08 | 01:31:15 |
| 12   | Alessandra Biagi    | Protek Triathlon Rho         | 00:10:44 | 00:18:23 | 01:02:14 | 01:31:21 |
| 13   | Camilla Martinelli  | Minerva Roma                 | 00:10:17 | 00:19:17 | 01:01:50 | 01:31:24 |
| 14   | Manuela De Vito     | Ermes Campania               | 00:10:10 | 00:19:37 | 01:01:39 | 01:31:26 |
| 15   | Sandra Peluso       | Torino 3                     | 00:10:37 | 00:19:26 | 01:01:32 | 01:31:35 |
| 16   | Marta Giacomini     | Padova Nuoto Triathlon       | 00:11:23 | 00:18:14 | 01:02:00 | 01:31:37 |
| 17   | Luisa Fumagalli     | Team Hibiscus                | 00:10:02 | 00:20:58 | 01:00:40 | 01:31:40 |
| 18   | Monica Supertino    | Torino 3                     | 00:09:56 | 00:21:08 | 01:00:40 | 01:31:44 |
| 19   | Patrizia Dorsi      | Piacenza Triathlon Vivo      | 00:09:15 | 00:22:20 | 01:00:13 | 01:31:48 |
| 20   | Simona Leone        | DDS                          | 00:09:27 | 00:22:32 | 01:00:05 | 01:32:04 |